# ديدران
ديدران هي قرية في مقاطعة أصفهان، إيران. يقدر عدد سكانها بـ 221 نسمة بحسب إحصاء 2016.